# ليون فليمينغ
ليون فليمينغ (بالهولندية: Leon Vlemmings)‏ من مواليد 3 أبريل 1970 بمدينة خيميرت، هو لاعب كرة قدم هولندي سابق ومدرب حالي.